# Metamynodon
Metamynodon is een geslacht van uitgestorven zoogdieren, dat voorkwam van het Laat-Eoceen tot het Vroeg-Mioceen.

## Beschrijving
De gelijkenis van dit dier met een nijlpaard was erg treffend, gezien zijn brede, platte kop met korte nek, een enorm vier meter lang lichaam en vrij korte viertenige voorpoten. De achterpoten hadden slechts drie tenen. Kenmerkend was de beenkam op de schedel, die meestal alleen op de kop van carnivoren te vinden was. Omdat het dier slechts houtig materiaal at, had het de beschikking over sterke kaakspieren. Met zijn vergrote hoektanden wroette het dier de rivierbodem om op zoek naar voedsel, dat hij met zijn beweeglijke grijplippen in zijn bek bracht. Wanneer het dier zich deels onder water bevond, kon het toch goed zien dankzij de hoog op de schedel staande ogen.

## Leefwijze
Dit dier leidde een herbivoor en aquatisch bestaan. Het leefde in rivieren, waar het zich tegoed deed aan alle mogelijke soorten houtig plantenmateriaal.

## Vondsten
Resten van dit dier werden gevonden in Noord-Amerika (South Dakota en Nebraska), Azië (Mongolië), in gesteenten, opgebouwd uit rivierzand- en grind.